# Charleville (Irlandia)
Charleville (irl. Ráth Luirc) – miasto w hrabstwie Cork w Irlandii. Liczba mieszkańców w 2011 roku wynosiła 3672 osoby.